# (7343) Ockeghem
(7343) Ockeghem ist ein Asteroid des inneren Hauptgürtels, der am 4. April 1992 vom belgischen Astronomen Eric Walter Elst am La-Silla-Observatorium (IAU-Code 809) der Europäischen Südsternwarte in Chile entdeckt wurde.
Der Asteroid wurde nach dem franko-flämischen Komponisten, Sänger und Kleriker der frühen Renaissance Johannes Ockeghem (um 1420 bis 1425–1497) benannt, der heute als der bedeutendste Komponist der Generation zwischen Dufay und Josquin gilt und mit großer Wahrscheinlichkeit der erste war, bei dem die Bassstimme der Musik die zentrale Bedeutung bekam, die sie für die nächsten 400 Jahre behalten sollte.